# Somerville (Massachusetts)
Somerville és una població dels Estats Units a l'estat de Massachusetts. Segons el cens del 2007 tenia 74.405 habitants.

## Demografia
Segons el cens del 2000, Somerville tenia 77.478 habitants, 31.555 habitatges, i 14.673 famílies. La densitat de població era de 7.278,4 habitants/km².
Dels 31.555 habitatges en un 18,8% hi vivien nens de menys de 18 anys, en un 32,2% hi vivien parelles casades, en un 10,3% dones solteres, i en un 53,5% no eren unitats familiars. En el 31% dels habitatges hi vivien persones soles el 8,8% de les quals corresponia a persones de 65 anys o més que vivien soles. El nombre mitjà de persones vivint en cada habitatge era de 2,38 i el nombre mitjà de persones que vivien en cada família era de 3,06.
Per edats la població es repartia de la següent manera: un 14,8% tenia menys de 18 anys, un 15,9% entre 18 i 24, un 42,6% entre 25 i 44, un 16,2% de 45 a 60 i un 10,5% 65 anys o més.
L'edat mediana era de 31 anys. Per cada 100 dones de 18 o més anys hi havia 93,2 homes.
La renda mediana per habitatge era de 46.315 $ i la renda mediana per família de 51.243$. Els homes tenien una renda mediana de 36.333 $ mentre que les dones 31.418$. La renda per capita de la població era de 23.628$. Entorn del 8,4% de les famílies i el 12,5% de la població estaven per davall del llindar de pobresa.

## Poblacions properes
El següent diagrama mostra les poblacions més properes.